# Groupe de NGC 945
Le groupe de NGC 945 comprend au moins sept galaxies situées dans la constellation de la Baleine. La distance moyenne entre ce groupe et la Voie lactée est d'environ 64,2 Mpc (∼209 millions d'al). 

## Membres
Le tableau ci-dessous liste les sept galaxies du groupe indiquées dans l'article de A.M. Garcia paru en 1993.
| Nom         | Class.       | Type                  | α (J2000.0)   | δ (J2000.0)  | Vitesse radiale (km/s) | m            | Distance (Mpc) | Diamètre (kal) |
| ----------- | ------------ | --------------------- | ------------- | ------------ | ---------------------- | ------------ | -------------- | -------------- |
| NGC 945     | SB(rs)c      | Spirale barrée        | 02h 28m 37.3s | -10° 32′ 20″ | 4486 ± 4               | 12,1         | 62,8 ± 4,4     | 128            |
| NGC 948     | SB(s)c?      | Spirale barrée        | 02h 28m 45.5s | -10° 30′ 50″ | 4487 ± 6               | 13,7         | 62,8 ± 4,4     | 90             |
| NGC 950     | SB(rs)b?     | Spirale barrée        | 02h 29m 11.8s | -11° 01′ 29″ | 4692 ± 30              | 13,8         | 65,9 ± 4,6     | 82             |
| NGC 977     | (R')SAB(r)a? | Spirale intermédiaire | 02h 33m 03.4s | -10° 45′ 36″ | 4579 ± 11              | 13,5         | 64,3 ± 4,5     | 126            |
| MGC -2-7-20 | Sc?          | Spirale               | 02h 29m 02.9s | -11° 01′ 22″ | 4588 ± 38              | 15,59 ± 0,12 | 64,3 ± 4,5     | 37             |
| MGC -2-7-32 | SB(s)cd      | Spirale barrée        | 02h 33m 15.9s | -11° 44′ 42″ | 4465 ± 3               | 13,37        | 62,6 ± 4,4     | 77             |
| MGC -2-7-33 | SBbc?        | Spirale barrée        | 02h 34m 24.5s | -10° 50′ 37″ | 4759 ± 4               | 11,99        | 66,9 ± 4,7     | 185            |

Le site DeepskyLog permet de trouver aisément les constellations des galaxies mentionnées dans ce tableau ou si elles ne s'y trouvent pas, l'outil du site constellation permet de le faire à l'aide des coordonnées de la galaxie. Sauf indication contraire, les données proviennent du site NASA/IPAC.